# Tomaszów Lubelski (Landgemeinde)
Die Gmina wiejska Tomaszów Lubelski ist eine Landgemeinde im Powiat Tomaszowski der Woiwodschaft Lublin in Polen, Sitz der Gemeinde ist die Kreisstadt Tomaszów Lubelski, die jedoch der Gmina nicht angehört. Die Gmina hat eine Fläche von 170,8 km² und 11.292 Einwohner (Stand 31. Dezember 2020).

## Geographie
Die Landgemeinde umfasst die Kreisstadt vollständig. Ein Viertel (27 %) des Gemeindegebiets ist bewaldet, 67 % werden landwirtschaftlich genutzt.

## Verwaltungsgeschichte
Von 1975 bis 1998 gehörte die Gmina zur Woiwodschaft Zamość.

## Gliederung
Zur Gmina Tomaszów Lubelski gehören folgende 29 Schulzenämter:
Chorążanka
Dąbrowa Tomaszowska
Górno
Jeziernia
Justynówka
Klekacz
Łaszczówka
Łaszczówka-Kolonia
Majdan Górny Pierwszy
Majdan Górny Drugi
Majdanek
Nowa Wieś
Pasieki
Podhorce
Przecinka
Przeorsk
Rabinówka
Rogóźno I
Rogóźno II
Rogóźno III
Rogóźno-Kolonia
Ruda Wołoska
Ruda Żelazna
Sabaudia
Szarowola
Typin
Ulów
Wieprzowe Jezioro
Zamiany.
Weitere Orte der Landgemeinde sind:
Bujsce
Bukowina
Cieplachy
Cybulówka
Długie
Dobrzanówka
Dolina
Dub
Folwarczysko
Glinianki
Irenówka
Kapsiówka
Kątek
Klimowica
Lipka
Nowy Przeorsk
Parama
Pardasówka
Podbełżec
Podbór
Podlas
Polesie
Rogowe Kopce
Rzeplin-Osada
Sołokija
Sutki
Sybir.